# 伊內卡爾
伊內卡爾（法語：Inékar），是馬里的城鎮，位於該國東南部，由加奧區的梅納卡省負責管轄，面積27,000平方公里，海拔高度292米，2009年人口8,714，人口密度每平方公里0.32人。
15°56′57″N 3°9′33″E / 15.94917°N 3.15917°E